# دیدی لیلو
دیدی لیلو (گرجی: დიდი ლილო) یک شهرک در کشور گرجستان است که در حومه تفلیس واقع شده است. این شهرک حدود ۲۴۰۰ نفر جمعیت دارد. در سال ۱۹۷۴ به عنوان شهرک ارتقا یافت. این شهکر بیشتر به دلیل زادگاه برخی از اعضای خانواده ژوزف استالین، از جمله پدر استالین، بسارین جوغاشویلی شناخته شده است.